# 松本啓
松本 啓（まつもと けい、1935年5月6日 - ）は、日本の英文学者、中央大学名誉教授。
岩手県生まれ。1960年東京外国語大学英米科卒業、同大学英米科副手。1963年東京大学大学院英語英米文学修士課程修了。神戸大学文学部助手、同教養部専任講師、中央大学法学部専任講師、同助教授、同教授。2006年定年、名誉教授。イギリス文学専攻。

## 著書
- 『18世紀イギリス文学漫歩』日本図書刊行会 2002
- 『イギリス小説の知的背景』中央大学出版部 中央大学学術図書 2005
- 『「近代」イギリス文化論の底流』近代文藝社 2010
- 『ジェイン・オースティンの世界』近代文藝社 2011

### 翻訳
- ブロノフスキー『科学とは何か 科学の共通感覚』三田博雄共訳 みすず書房 みすず科学ライブラリー 1968
- ブロノフスキー『人間とは何か』森松健介共訳 みすず書房 みすず科学ライブラリー 1969
- バジル・ウィリー『十八世紀の自然思想』三田博雄,森松健介共訳 みすず書房 1975
- バジル・ウィリー『ダーウィンとバトラー 進化論と近代西欧思想』みすず書房 1979
- バジル・ウィリー『十九世紀イギリス思想 コウルリッジからマシュー・アーノルドまで』三田博雄,森松健介共訳 みすず書房 1985
- J.S.ミル『ベンサムとコウルリッジ』みすず書房 1990